# Qubad Talabani

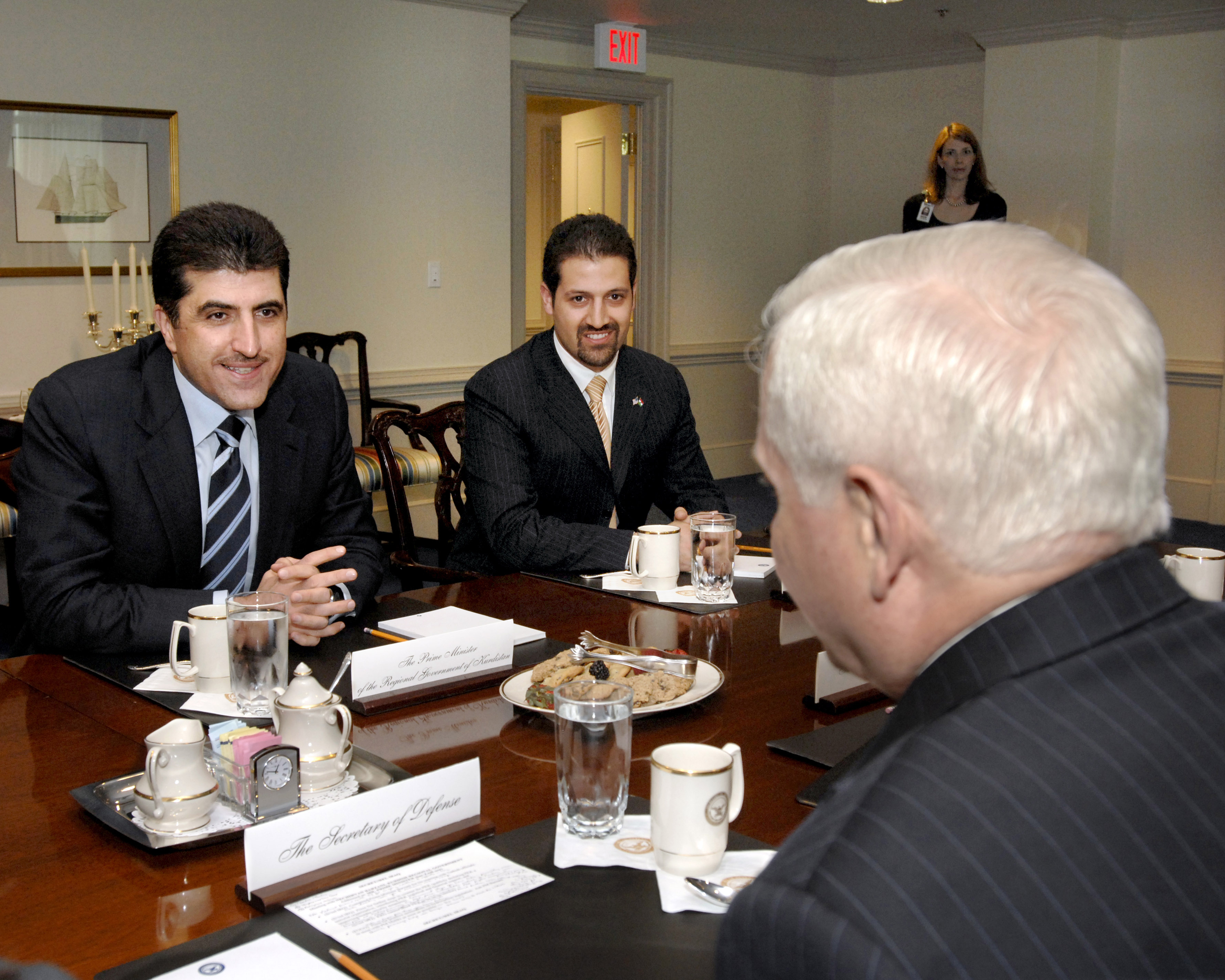
Qubad Talabani (Mitte) neben Nêçîrvan Barzanî (links)

Qubad Talabani (* 21. Juli 1977 in Damaskus) ist der Repräsentant der Regionalregierung Kurdistan in den Vereinigten Staaten und zweiter Sohn des früheren irakischen Präsidenten Dschalal Talabani. Derzeit ist er im Kabinett Barzani II stellvertretender Premierminister.

## Biografie
Qubad wuchs in Surrey/England neben seinen Großeltern mütterlicherseits Ibrahim Ahmed, der Schriftsteller, Dichter und Gründer der modernen intellektuellen kurdischen Bewegung ist, Galawejh Ahmed, die auch eine Schriftstellerin ist, und seinem älteren Bruder Bafel auf. Nach Abschluss der High School zeigte Qubad Interesse am Maschinenbau und machte sein Diplom des Maschinenbaus am Carshalton-College und später seinen Bachelor an der University of Surrey.
Während der 90er Jahre arbeitete Qubad als Automechaniker bei einem Handelsunternehmen, dass sich auf Fahrzeuge von Lancia, Suzuki und Maserati spezialisiert hatte.

## Repräsentant der Regionalregierung Kurdistan
Er zog nach Washington, D.C. um und begann dort zusammen mit Barham Salih, als Vertreter der Patriotischen Union Kurdistans (PUK) zu arbeiten. 2003 kehrte Qubad für ein Jahr in den Irak zurück und diente als Vermittler zwischen der PUK und den Koalitionskräften. Qubad spielte auch eine Schlüsselrolle als Unterhändler der PUK für den Entwurf der irakischen Übergangsverfassung.
Im April 2004 kehrte Qubad in die USA zurück und ist seitdem der Repräsentant der PUK und der Regionalregierung Kurdistan. Mit der Vereinigung der zwei Verwaltungen der PUK und der KDP im Nordirak, der Gründung der Demokratische Patriotische Allianz Kurdistans und der Wiedereinberufung des kurdischen Regionalparlaments, wurde Qubad Talabani zum ersten offiziellen Vertreter der vereinigten kurdischen Regionalregierung in den USA berufen.

## Persönliches
Qubad lebt in Washington D.C. mit seiner Ehefrau Sherri Kraham. Er ist dafür bekannt, ein Anhänger von Manchester United zu sein.